# Agrostis reptans
Agrostis reptans é uma espécie de gramínea do gênero Agrostis, pertencente à família Poaceae.